# Archoleptoneta schusteri
Archoleptoneta schusteri is een spinnensoort uit de familie Archoleptonetidae. De wetenschappelijke naam van de soort werd voor het eerst geldig gepubliceerd in 1974 door Willis J. Gertsch.
De soort komt voor in de Verenigde Staten.